# 仙人峠 (富山県)
仙人峠（せんにんとうげ）は、富山県黒部市宇奈月町と同県中新川郡立山町にある峠。

## 概要
宇奈月から剱岳に至る登山道の主要ルートで、剱岳の北方稜線の池平山が東に延びる尾根に位置する仙人山（せんにんやま 標高2,211m）の南東、仙人谷を登りつめガンドウ尾根にでる乗越をいう。

この付近は、剱岳を信仰対象とする修験者が仙人生活を行っていたところで、山の周辺には仙人池、仙人谷、仙人湯と名付けられたところがある。

## 参考資料
- 「角川日本地名大辞典」編纂委員会『角川日本地名大辞典 16 富山県』角川書店、1979年10月8日。ISBN 978-4040011608。